# Andrej Pogačnik
Andrej Pogačnik, slovenski gradbeni inženir, urbanist in publicist, * 15. oktober 1944, Ljubljana . 

## Življenje in delo
Pogačnik je leta 1968 diplomiral na ljubljanski Fakulteti za gradbeništvo in geodezijo in prav tam 1972 tudi doktoriral. Strokovno se je izpopolnjeval v ZDA in se nato zaposlil na Fakulteti za gradbeništvo in geodezijo v Ljubljani, kjer od 1988 deluje kot redni profesor.
V času razmaha urbanističnega in regionalnega načrtovanja je pripravil generalni urbanistični načrt Ljubljana 2000.  Med drugim je pripravil še urbanistične načrte za Logatec, Postojno, Litijo in Hrastnik. Kot pedagog je napisal več učbenikov, med drugim tudi Urbanistično planiranje (1980) in okoli 20 knjig: Urbanizem Slovenije. Oris razvoja urbanističnega našrtovanja v Sloveniji (1983), Urejanje prostora in varstvo okolja (1992), Varstvo in usmerjanje oblikovne podobe slovenskih mest (1996) in druge. Objavljal je tudi v tujih znanstvenih revijah. Negov temeljni prispevek je spoznanje, da je načrtovanje potrebno v razsežnosti regije in ne le v okviru urbanega prostora.